# Jomda
| Tibetische Bezeichnung                   |
| ---------------------------------------- |
| Tibetische Schrift: འཇོ་མདའ་རྫོང་           |
| Wylie-Transliteration: ’jo mda’          |
| Offizielle Transkription der VRCh: Jomda |
| Andere Schreibweisen: Joda               |
| Chinesische Bezeichnung                  |
| Traditionell: 江達縣                     |
| Vereinfacht: 江达县                      |
| Pinyin:Jiāngdá Xiàn                      |

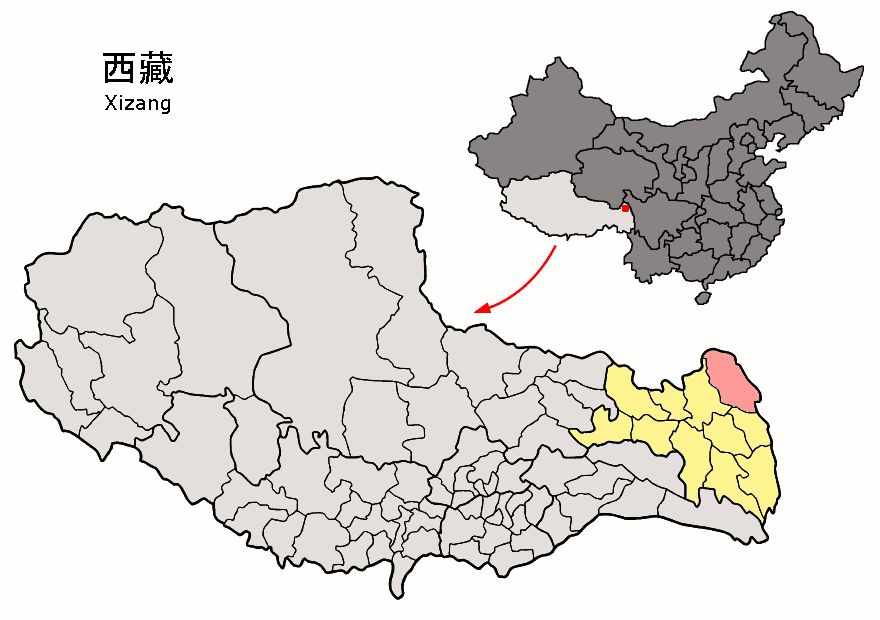
Lage des Kreises Jomda (rosa) in der Stadt Qamdo (gelb) im Autonomen Gebiet Tibet

Jomda (Joda) ist ein Kreis der Stadt Qamdo im Autonomen Gebiet Tibet der Volksrepublik China. Er hat eine Fläche von 13.200 km² und 92.800 Einwohner (Stand: Zensus 2020). Nach der Volkszählung von 1990 hatte Jomda 59.994 Einwohner, davon 59.585 Tibeter (99,3 %) und 398 Han-Chinesen (0,7 %). Im Jahr 2003 hatte der Kreis rund 70.000 Einwohner.
Jomda liegt im östlichen Damala-Gebirge (auch Ningjing Shan) zwischen Jinsha-Fluss, dem Oberlauf des Jangtse. Der Kreis liegt durchschnittlich 3800 Meter über dem Meeresspiegel. Das Klima ist durch die Höhe geprägt und man kann deutlich eine feuchte und eine trockene Jahreszeit unterschieden. Die jährlichen Niederschläge betragen im Durchschnitt 548,5 mm.
In Jomda leben sowohl Ackerbauern als auch Viehzüchter. Es werden vor allem Hochlandgerste, Hirse und Raps angebaut sowie Yaks, Rinder, Schafe und Pferde gehalten.
Die Sichuan-Tibet-Straße führt durch Jomda, der Kreis ist daher ein wichtiges Durchzugsgebiet.
Gamtog ist berühmt für seine Aufführungen traditioneller Legenden.
Jomda ist der traditionellen tibetischen Region Kham (tib.: khams) zuzuordnen und wurde ursprünglich von Dêgê in Garzê, Provinz Sichuan, aus regiert. Nach dem Sturz des Fürsten von Dêgê im Jahr 1909 wurde Jomda von Beamten der Qing-Dynastie direkt regiert. Während der Republik China gehörte Jomda zur Provinz Xikang. 1950 wurde Xikang aufgespalten: Ein Teil wurde der Provinz Sichuan eingegliedert und Qamdo wurde getrennt verwaltet. 1965 wurde Qamdo und damit auch Jomda dem Autonomen Gebiet Tibet eingegliedert.

## Administrative Gliederung
Auf Gemeindeebene setzt sich Jomda aus zwei Großgemeinden und elf Gemeinden zusammen. Diese sind:
| Name                | Wylie-Transliteration | Chinesisch | Pinyin           |
| ------------------- | --------------------- | ---------- | ---------------- |
| Großgemeinde Jomda  | 'jo mda'              | 江达镇     | Jiāngdá Zhèn     |
| Großgemeinde Gamtog | skam thog             | 岗托镇     | Gǎngtuō Xiàng    |
| Gemeinde Qongkor    | chos 'khor            | 邓柯乡     | Dengke Xiàng     |
| Gemeinde Übai       | ud dpal               | 岩比乡     | Yánbǐ Xiàng      |
| Gemeinde Kargang    | mkhar sgang           | 卡贡乡     | Kǎgòng Xiàng     |
| Gemeinde Sibda      | srib mda'             | 生达乡     | Shēngdá Xiàng    |
| Gemeinde Nyaxi      | nya gshis             | 娘西乡     | Niángxī Xiàng    |
| Gemeinde Zigar      | rdzi sgar             | 字呷乡     | Zìgā Xiàng       |
| Gemeinde Qu'nyido   | chu gnyes mdo         | 青泥洞乡   | Qīngnídòng Xiàng |
| Gemeinde Woinbodoi  | dbon po stod          | 汪布顶乡   | Wāngbùdǐng Xiàng |
| Gemeinde Dêrdoin    | gter ston             | 德登乡     | Dédēng Xiàng     |
| Gemeinde Dongpu     | gdong phu             | 同普乡     | Tóngpǔ Xiàng     |
| Gemeinde Bolo       | spo                   | 波罗乡     | Bōluó Xiàng      |